# McCone megye
McCone megye az Amerikai Egyesült Államokban, azon belül Montana államban található. Megyeszékhelye és legnagyobb városa Circle. Lakosainak száma 1729 fő (2020. április 1.). McCone megye Valley, Prairie, Roosevelt, Richland, Dawson és Garfield megyékkel határos.

## Népesség
A megye népességének változása:
| Lakosok száma | 1734 | 1713 | 1692 | 1709 | 1683 | 1729 |
|               | 2010 | 2011 | 2012 | 2013 | 2015 | 2020 |